# Ронал-варвар
«Ронал-варвар» (дат. Ronal Barbaren) — датский компьютерный мультфильм, премьера которого состоялась 27 января 2012 года. Мультфильм вышел в формате 3D. Выпущенный студией Einstein Film.

## Сюжет
В начале мультипликационного фильма рассказывается легенда о происхождении варваров. Когда-то в старину их поработил могущественный демон Заал. И только могучий воин Крон сумел ему противостоять и поразил его своим мечом. Но одновременно демон в битве смертельно ранил Крона. Его крови напились освобождённые люди и обрели силу воина. Так и произошли варвары — самые могучие воины в мире.
Главный герой Ронал, который в детстве остался без родителей и воспитывается дядей, не обладает силой воина, не испытывает тяги к походам и времяпрепровождению варваров, из-за чего постоянно подвергается насмешкам со стороны остальных варваров. Однажды, накануне очередного похода варваров, к ним в деревню приезжают музыканты: Мастер Флориан и его сексуально озабоченный ученик — Алибер. Тем же вечером, во время пира, варвары опять начинают издеваться над Роналом. Расстроенный, и желая побыть в одиночестве, он уходит с пира и сменяет своего дядю на посту дозорного. Его дядя напоминает ему, чтобы в случае опасности он изо всех сил дудел в сигнальную трубу. В этот момент, Ронал замечает, как к деревне подступают вражеские войска, он пытается подуть в сигнальную трубу, но из-за нехватки физических сил, ему не удаётся подуть достаточно громко. В результате варвары оказываются застигнутыми нападением врасплох. Во время битвы, дядя Ронала получает смертельное ранение. Всех варваров, кроме Ронала (так как враги, посмотрев на него, вообще не поверили, что это варвар) берут в плен войска лорда Волказара. Умирающий дядя говорит Роналу, что теперь вся надежда на него, что он должен освободить остальных варваров, также дядя советует ему пойти на север к шаману, который должен помочь.
На следующий день Ронал, отправляется, вместе с уцелевшим Алибером, к шаману. По прибытии шаман говорит им, что пробить броню Волкозара может только меч Крона и взять его может только настоящий воин. Ронал в замешательстве, ведь меч Крона был утерян более тысячи лет назад. Тем временем Алибер, желая утешить Ронала, поёт кронову сагу. Внезапно, слушая текст саги, Ронал узнаёт, что меч Крона был похоронен вместе с самим Кроном, а путь к могиле Крона указан в томе знаний, который хранится в городе Эльвенгард. По пути туда, они натыкаются на кучу мёртвых мужчин и на их убийцу, коей оказывается дева-воительница Зандра. Алибер тут же предлагает ей отправиться с ними, Зандра поначалу отказывается, но узнав, что речь идёт о Варварах соглашается. Втроём они идут в Брутанию, в поисках проводника до Эльвенгарда.
В Брутании они находят проводника — эльфа Элрика. Тут же Ронал, случайно ввязывается в драку, в самый разгар которой, в поисках Ронала, появляются воины Волкозара, однако Зандра их одолевает, после чего Ронал, Алибер, Элрик и Зандра сбегают. Прибыв в Эльвенгард, Ронал с помощью присыпки невидимости проникает в башню мудрости, находит том мудрости и вырывает оттуда страницу в которой указано месторасположение гробницы Крона, однако на обратном пути он всё таки выдаёт себя, но ему удаётся сбежать. Проникшись поступком Ронала, Зандра начинает испытывать к нему симпатию. Она рассказывает ему, что у себя на родине, согласно обычаю она должна выйти замуж за того кто её одолеет, но никому этого ещё сделать не удалось. Именно поэтому она и отправилась в путешествии, чтобы найти того кто сможет её одолеть и взять в жёны, и она рассчитывает, что среди варваров и найдётся кто-нибудь, кто сможет её одолеть. Внезапно на них нападают воины Волкозара на летучих тварях.
Один из них хватает Элрика и скидывает того где-то вдали, так же они хватают Зандру и уносят к Волкозару. Роналу и Алиберу удаётся сбежать, но они попадают в плен к Амазонкам, которым нужны мужчины для спаривания (судя по всему, Ронал занимался сексом с несколькими девушками одновременно, так как его приводят к Алиберу обессилевшим). Однако Ронал, помня о Зандре, сбегает, а Алибер, которому нравится быть в компании множества девушек, остаётся, но вскоре он осознаёт свою ошибку и тоже сбегает. Амазонки поднимают тревогу, но Алиберу удаётся спрятаться и к тому же он находит Элрика. Тем временем плененная Зандра вступает в ожесточённый бой с Волкозаром и тот побеждает её, после чего объявляет, что, теперь согласно законам её племени, она принадлежит ему. В это время Ронал добирается до гробницы Крона и там находит меч, но по неловкости тут же его роняет к ногам внезапно появившейся Зандры, которая привела Волказара. Волказар пленяет Ронала и забирает меч Крона. Приведя Ронала в своё логово, Волкозар говорит ему, что один раз в десять тысяч лет, демону Заалу доступен выход в этот мир и Волкозар намерен принести ему жертву — кровь всех сыновей Крона, всех варваров, а взамен получить безграничную силу и захватить весь мир.
Перед жертвоприношением, всех варваров, в том числе и Ронала приковывают к столбам перед алтарем. Тем временем Алибер и Элрик, переодевшись в доспехи воинов, проникают к месту церемонии, и там Алибер находит меч Крона и с его помощью освобождает Ронала и всех варваров. Освобождённые варвары вступают в бой с воинами Волкозара, а сам он приказывает Зандре убить их всех. С Зандрой в бой вступает Ронал, он признаётся ей в любви и просит её одуматься. Тем временем Волкозар, принеся жертву, обретает силу Заала и превращается в огромного демона. Алибер, опять вспоминая текст кроновой саги говорит Роналу, что единственное уязвимое место Волкозара отметина на лбу, которую нужно поразить мечом Крона. Ронал, оседлав одну из летучих тварей, взбирается на голову демона и в ходе длительного боя, в котором ему помогает Зандра, которая уже поняла, что не намерена служить Волкозару, а также остальных варваров, втыкает меч Волкозару точно промеж глаз и убивает его, но при этом он теряет сознание. Варвары думают, что Ронал погиб, но неожиданно к тому возвращается сознание. Зандра признаётся Роналу в любви. Фильм заканчивается пиром, на котором Варвары признают Ронала самым крутым варваром.

## Пародии
Мультфильм пародирует традиционные фентезийные сюжеты, и в первую очередь — сагу о Конане-Варваре.

## Роли озвучивали
- Андерс Юль — Ронал
- Хади Ка-Куш — Альберт
- Лерке Винтер Андерсен — Зандра
- Брайан Лукке — Элрик
- Ларс Миккельсен — Волказар
- Питер Од — Гюндар
- Ларс Бом — Горак
- Оле Теструп — Оракул
- Пребен Кристенсен — Мастер Флориан
- Оле Эрнст — рассказчик
- Бригитта Нильсен — Королева Амазонок

## В русском дубляже
- Николай Быстров — Ронал
- Александр Пушной — Альберт
- Мария Кожевникова — Зандра
- Денис Ясик — Элрик
- Никита Джигурда — Волказар
- Анатолий Хропов — Гюндар
- Илья Барабанов — Горак
- Владимир Скворцов — Оракул
- Сергей Мезенцев — Палач
- Сергей Шнуров — Гу’ра Зул
- Эвелина Блёданс — Королева Амазонок
- Артём Кретов — рассказчик
- Режиссёр дубляжа: Александр Вартанов

Фильм дублирован студией «Central Production International Group» по заказу кинокомпании «Вольга» в 2011 году.